# 上海巴士第一公共交通有限公司
上海巴士第一公共交通有限公司，原名上海巴士一汽公共交通有限公司，是在上海进行公交运营的一家非上市股份制企业，目前上海久事公共交通集团有限公司对其全资控股。

## 历史沿革
上海巴士第一公共交通有限公司前身为1954年4月成立的上海公共交通第一汽车公司。1985年9月，上海公交实行区域重组，与电车二场组建为上海公交二分公司。1988年10月，上海公交二分公司撤分，更名为上海公交总公司第一汽车公司。1995年12月公交总公司建制撤消，又更名为上海一汽公共交通公司。1998年9月，公交改革实行资产重组，由上海巴士实业（集团）股份有限公司和当时上海公交控股有限公司共同投资，组建了上海巴士一汽公共交通有限公司，隶属于上海巴士实业（集团）股份有限公司管辖。

## 公共汽车业务
该公司营运汽车线路涉及区域杨浦区、虹口区、宝山区、静安区、黄浦区、普陀区、长宁区、徐汇区和浦东新区。此外，该公司于1993年10月开通了上海杨浦大桥第一条公交线路：大桥三线。

## 电车业务
上海巴士电车有限公司是该公司的全资子公司，也是一家曾经的上海公交公司。历史最初可以追溯到1928年成立的英商电车公司。1949年后原电车公司成立上海公共交通第一、第二和第三电车公司。2015年6月，巴士电车与巴士一汽合并，成立巴士一公司。